# Maljevačko Selište
Maljevačko Selište is een plaats in de gemeente Cetingrad in de Kroatische provincie Karlovac. De plaats telt 1 inwoners (2001).